# Nannaria conservata
Nannaria conservata är en mångfotingart som beskrevs av Chamberlin 1940. Nannaria conservata ingår i släktet Nannaria och familjen Xystodesmidae. Inga underarter finns listade i Catalogue of Life.